# فاندربول (فيرجينيا)
فاندربول (بالإنجليزية: Vanderpool, Virginia)‏ هي منطقة سكنية تقع في الولايات المتحدة في مقاطعة هايلاند (فيرجينيا).  يقدر عدد سكانها   وترتفع عن سطح البحر 794.93 متر.